# 柳随年
柳随年（1929年—2002年），陕西省绥德县人，中华人民共和国物资部部长，中华人民共和国政治人物。

## 生平
1942年，求学于陕西省绥德师范学校，随后供职于陕甘宁边区银行陇东分行。1947年出任西北财政经济委员会担任机要秘书。中华人民共和国成立后，调任国家计委综合局综合处副处长、处长、副局长、副主任。1988年，起任为中华人民共和国物资部部长。1993年进入全国人大。1998年3月，第九届全国人大第一次会议上，他当选全国人民代表大会常务委员会委员。之后连任第九届全国人大常委会委员等职位。著有《中国社会主义经济简史》、《中国经济计划学》等。